# Otto Kreyher
Otto Kreyher (ur. 2 czerwca 1836 w Gorzowie Wielkopolskim, zm. 3 maja 1905 we Wrocławiu) – niemiecki malarz.

## Życiorys
Urodził się 2 czerwca 1836 r. w Gorzowie Wielkopolskim. Początkowo uczył się rysunku u swojego ojca, ale od 1850 r. pobierał nauki we Wrocławiu u prof. Johanna Heinricha Königa., a od 1853 r. studiował w Berlińskiej Akademii Sztuki. Po studiach pracował u scenografa teatralnego Karla Wilhelma Gropiusa, a także przez kilka lat był nauczycielem rysunku. W 1859 r. na stałe zamieszkał we Wrocławiu, gdzie poświęcił się malowaniu portretów, (m.in. poety Karla von Holtei.
Jego najważniejsze prace do 1945 r. znajdowały się w zbiorach Śląskiego Muzeum Sztuk Pięknych we Wrocławiu, a po wojnie zostały rozproszone pomiędzy Muzeum Narodowym w Warszawie, Muzeum Narodowego we Wrocławiu i Muzeum Lubuskim w Gorzowie Wielkopolskim. 
Zmarł 3 maja 1905 r. we Wrocławiu. 